# Primarias ciudadanas del Partido Socialista de Francia de 2011
La Primaria socialista de 2011 fue el proceso de selección en el cual el Partido Socialista y el Partido Radical de Izquierda seleccionaron a su candidato para las elecciones presidenciales de Francia de 2012. La primera vuelta de las elecciones primarias tuvo lugar el 9 de octubre de 2011 y la segunda vuelta ocurrió el 16 de octubre con la victoria de François Hollande.

## Proceso electoral
La primaria fue abierta a todos los ciudadanos:
- registrados en las listas electorales francesas;
- pagando una contribución de 1 euro;
- firmando una declaración de adhesión a los valores de izquierda.

## Candidatos
La lista de los candidatos fue establecida el 13 de julio de 2011:
- Martine Aubry (74 años)
- Jean-Michel Baylet (78 años)
- François Hollande (70 años)
- Arnaud Montebourg (62 años)
- Ségolène Royal (71 años)
- Manuel Valls (62 años)

## Campaña

### Primera vuelta
Más de 2 600 000 electores participaron a la primera vuelta que ocurrió el 9 de octubre de 2011. Ningún candidato obtuvo la mayoría absoluta: François Hollande con el 39 % de los votos y Martine Aubry con el 30 % de los votos participaron al balotaje.

### Segunda vuelta
Un debate televisado entre los dos candidatos tuvo luga el 12 de octubre de 2011. La segunda vuelta ocurrió el 16 de octubre de 2011 con la participación de más de 2 800 000 electores, y François Hollande obtuvo cerca del 57 % de los votos.

## Resultados
| Candidatos – Partidos                                                                                             | Candidatos – Partidos                                  | Candidatos – Partidos | 1ª vuelta   | 1ª vuelta | 2ª vuelta   | 2ª vuelta |
| Candidatos – Partidos                                                                                             | Candidatos – Partidos                                  | Candidatos – Partidos | Votos       | %         | Votos       | %         |
| --- | ------------------------------------------------------ | --------------------- | ----------- | --------- | ----------- | --------- |
| François Hollande                                                                                                 | Partido Socialista (Parti socialiste)                  | PS                    | 1.038.207   | 39,17%    | 1.607.268   | 56,57%    |
| Martine Aubry | Partido Socialista (Parti socialiste)                  | PS                    | 806.189     | 30,42%    | 1.233.899   | 43,43%    |
| Arnaud Montebourg                                                                                                 | Partido Socialista (Parti socialiste)                  | PS                    | 455.609     | 17,19%    |             |           |
| Ségolène Royal | Partido Socialista (Parti socialiste)                  | PS                    | 184.096     | 6,95%     |             |           |
| Manuel Valls | Partido Socialista (Parti socialiste)                  | PS                    | 149.103     | 5,63%     |             |           |
| Jean-Michel Baylet                                                                                                | Partido Radical de Izquierda (Parti Radical de Gauche) | PRG                   | 17.055      | 0,64%     |             |           |
| |                                                        |                       |             |           |             |           |
| Total | Total                                                  | Total                 | 2.650.259   | 100,00%   | 2.860.157   | 100,00%   |
| |                                                        |                       |             |           |             |           |
| Votos válidos | Votos válidos                                          | Votos válidos         | 2.650.259   | 99,59%    | 2.860.157   | 99,34%    |
| Votos nulos o blancos                                                                                             | Votos nulos o blancos                                  | Votos nulos o blancos | 11.025      | 0,41%     | 18.990      | 0,66%     |
| Participación | Participación                                          | Participación         | 2.661.284   | ~6%       | 2.879.147   | ~7%       |
| Abstención | Abstención                                             | Abstención            | ~41.300.000 | ~94%      | ~41.100.000 | ~93%      |
| Censo electoral                                                                                                   | Censo electoral                                        | Censo electoral       | ~44.000.000 |           | ~44.000.000 |           |
| Resultados ordenados por número de votos en la primera vuelta Archivado el 7 de abril de 2012 en Wayback Machine. |                                                        |                       |             |           |             |           |